# Haemagogus chrysochlorus
Haemagogus chrysochlorus är en tvåvingeart som beskrevs av Arnell 1973. Haemagogus chrysochlorus ingår i släktet Haemagogus och familjen stickmyggor. Inga underarter finns listade i Catalogue of Life.